# ملی‌یس بزرگ
ملی‌یس بزرگ فیلم مستند کوتاه محصول ۱۹۵۲ ساخته ژرژ فرانژو که درباره زندگی فیلمساز پیشگام فرانسوی ژرژ ملی‌یس می‌باشد.
در این فیلم ژان د آلسی همسر ملیس، نیز حضور داشت. آندره ملی‌یس، پسر ژرژ ملی‌یس در نقش پدرش در این مستند ظاهر شد.